# Piparo
Piparo es una localidad de Trinidad y Tobago, que forma parte de las regiones de Couva-Tabaquite-Talparo y Princes Town.

## Geografía
La localidad abarca parte de la isla Trinidad y limita al norte con Tabaquite, al sur con Hard Bargain y Sisters Village (ambas de la región de Princes Town), al este con Brothers Road y al oeste con Guaracara y Farnum Village

## Demografía
Datos demográficos de la localidad de Piparo:
| Gráfica de evolución demográfica de Piparo entre 2000 y 2011 |
|                                                              |